# Ognjen Petrović
Ognjen Petrović detto Olja (in serbo Огњен Петровић?; Kruševac, 2 gennaio 1948 – Belgrado, 2 settembre 2000) è stato un calciatore jugoslavo, di ruolo portiere.

## Biografia
È nato il 2 gennaio 1948 a Krusěvac. Morì nel 2000 a causa di un cancro, lasciando la moglie e due figli.

## Carriera

### Club
Dopo aver iniziato la carriera nelle giovanili di alcune squadre della sua città natale (la prima delle quali fu il Kruševac), nel 1965 approdò alla Stella Rossa Belgrado dove fu incluso nella prima squadra a partire dalla stagione 1967-1968. A lungo impiegato come secondo di Ratomir Dujković, ne rilevò il ruolo di portiere titolare a partire dalla stagione 1972-1973.
Nel 1976 fu acquistato dal Bastia: dopo aver ricoperto il ruolo di portiere titolare nella stagione 1976-1977 venne confermato anche per la successiva, ma iniziò ad accusare una serie di problemi fisici che ne pregiudicheranno il rendimento. Dopo aver disputato nove gare di campionato e i trentaduesimi di finale di Coppa UEFA, nell'ottobre 1977 si sottopose a un'operazione al piede i cui postumi gli provocheranno dei gravi problemi alla circolazione. In seguito a questi avvenimenti Petrović fu costretto ad abbandonare il calcio giocato all'età di 29 anni.

### Nazionale
Conta 15 presenze in Nazionale jugoslava, partecipando ai Mondiali del 1974 come portiere di riserva, e agli Europei del 1976 come titolare.

## Palmarès
- Campionato jugoslavo: 4

Stella Rossa 1967-1968, 1968-1969, 1969-1970, 1972-1973
- Coppa di Jugoslavia: 3

Stella Rossa 1967-1968, 1969-1970, 1970-1971